# La Petite Olive
Pistes de Ah bah ouais mais bon
Juste avant que je Full Ca$h
Pistes de Best Of
Ah bah ouais mais bon
(2002) Les voisins
(2005)
La Petite Olive est une chanson du groupe les Wriggles. Quatrième titre de l'album Ah bah ouais mais bon et comptant dans la compilation Le Best Of, elle apparait également dans les DVD du groupe Les Wriggles à la Cigale et Acte V au Trianon. La petite olive est la chanson la plus populaire des Wriggles.

## La chanson
Conte pour enfants aux paroles bien tournées, Julie, la petite olive, a conquis les fans du groupe. Réclamée et ovationnée par le public, la chanson est un incontournable d'une représentation des Wriggles. Interprétée à la guitare par Antoine Réjasse, le succès de la petite olive est dû en grande partie aux performances vocales des membres du groupe, qu'elles soient sur-aigües, infantiles, féminines, profondes ou paysannes. L'unisson de ses voix a fait rire tous les publics.
Sur scène, les Wriggles terminent la chanson par une brusque grimace, aux dépens de la derrière syllabe. Cela donne : Dans les salons d'l'agricul...[grimaces]. La chorégraphie s'y résume à quelques pas de danse, un subtil jeu de lumières pour symboliser le soleil et parfois un coup mal placé à l'attention de Christophe Gendreau ! 
Contrairement à beaucoup d'autres, la petite olive survit à la dislocation du groupe, parfois à la surprise (et à la joie) des fans. Après le départ de Antoine Réjasse et Franck Zerbib, c'est Frédéric Volovitch qui reprend les tablatures. À trois, les Wriggles ouvrent le morceau avec un double solo de guitare de Christophe Gendreau et Frédéric Volovitch (ci-contre) et enrichissent l'épilogue de la chanson d'une série de Dans les salons en gesticulant de part et d'autre de la scène. La chorégraphie de la version à cinq est abandonnée.

## Distribution

### 2002-2006
- Guitare : Antoine Réjasse
- Voix : Christophe Gendreau, Stéphane Gourdon, Antoine Réjasse, Frédéric Volovitch et Franck Zerbib

### Depuis 2007
- Guitare : Frédéric Volovitch
- Voix : Christophe Gendreau, Stéphane Gourdon et Frédéric Volovitch

## Rôles

### 2002-2006
- Le Narrateur : Antoine Réjasse
- Julie : Franck Zerbib
- Le Chœur des olives : Christophe Gendreau, Stéphane Gourdon, Frédéric Volovitch et Franck Zerbib
- Le Soleil : Christophe Gendreau
- Le Propriétaire agricole : Stéphane Gourdon

### Depuis 2007
- Le Narrateur : Christophe Gendreau, Stéphane Gourdon et Frédéric Volovitch
- Julie : Frédéric Volovitch
- Le Chœur des olives : Christophe Gendreau, Stéphane Gourdon et Frédéric Volovitch
- Le Soleil : Frédéric Volovitch
- Le Propriétaire agricole : Stéphane Gourdon